# Diethylphthalat
Diethylphthalat ist eine organische Verbindung aus der Gruppe der Phthalate, welche in Form einer farblosen Flüssigkeit vorliegt.

## Gewinnung und Darstellung
Diethylphthalat kann durch Reaktion von Phthalsäureanhydrid mit Ethanol in Gegenwart von konzentrierter Schwefelsäure als Katalysator hergestellt werden.

## Eigenschaften
Diethylphthalat ist eine farblose, fast geruchlose Flüssigkeit. Es hat eine Viskosität von 12–14 mPa · s bei 20 °C. Die Dämpfe sind achtmal so schwer wie Luft.
Als Weichmacher greift Diethylphthalat manche Kunststoffe an.

## Verwendung
Diethylphthalat wird als Formulierungshilfsmittel für Pflanzenschutzmittel sowie als Fixierer für Duftstoffe und zur Vergällung von Ethanol (auch in Duftstoffen und Kosmetika, welcher dann als Alcohol denat. deklariert ist) eingesetzt. Es stellt auch einen sehr gut gelierenden, lichtbeständigen Weichmacher für Celluloseester dar. Es wird ebenfalls als Weichmacher für Lackbindemittel auf Cellulosebasis und in magensaftresistenten Überzügen von Arzneimitteln verwendet. Weiterhin ist es aufgrund seiner filmbildenden, weichmachenden und haarkonditionierenden Eigenschaften in Kosmetikprodukten enthalten. Darüber hinaus dient Diethylphthalat zur Phlegmatisierung von Sprengstoffen. Als weitere Einsatzmöglichkeit für DEP wird die Verwendung als Träger beim Färbeprozess von Celluloseacetat- oder Triacetatfasern beschrieben.

## Risikobewertung
Diethylphthalat wurde 2012 von der EU gemäß der Verordnung (EG) Nr. 1907/2006 (REACH) im Rahmen der Stoffbewertung in den fortlaufenden Aktionsplan der Gemeinschaft (CoRAP) aufgenommen. Hierbei werden die Auswirkungen des Stoffs auf die menschliche Gesundheit bzw. die Umwelt neu bewertet und ggf. Folgemaßnahmen eingeleitet. Ursächlich für die Aufnahme von Diethylphthalat waren die Besorgnisse bezüglich der Einstufung als CMR-Stoff, Verbraucherverwendung, hoher (aggregierter) Tonnage und weit verbreiteter Verwendung sowie als potentieller endokriner Disruptor. Die Neubewertung fand ab 2014 statt und wurde von Deutschland durchgeführt. Anschließend wurde ein Abschlussbericht veröffentlicht. Diethylphthalat-Metaboliten wurden bereits im Urin von Delfinen nachgewiesen.